# Steekpartij in Sint-Gillis-bij-Dendermonde
Op 23 januari 2009 vond een steekpartij plaats in het kinderdagverblijf Fabeltjesland in Sint-Gillis-bij-Dendermonde, in de Belgische provincie Oost-Vlaanderen. Er vielen drie doden en in totaal twaalf gewonden. Een verdachte, later geïdentificeerd als de 20-jarige Kim De Gelder, werd kort daarna in de naburige gemeente Lebbeke opgepakt.
Ongeveer vier jaar later werd De Gelder door het Oost-Vlaamse hof van assisen schuldig bevonden aan de steekpartij, evenals aan een andere moord en drievoudige moordpoging in de weken voorafgaand aan de steekpartij. De jury achtte hem toerekeningsvatbaar op het moment van de feiten. Hij werd veroordeeld tot een levenslange gevangenisstraf. Later werd De Gelder alsnog als geestesgestoord beoordeeld en geïnterneerd.

## Slachtoffers
Drie slachtoffers, namelijk een begeleidster en twee baby's van 9 maanden oud, werden doodgestoken. Eén kind overleed ter plaatse, het andere bezweek later in het ziekenhuis aan zijn verwondingen. De twaalf andere slachtoffers – tien kinderen en twee volwassenen – werden zwaar verwond door een aantal messteken. Na het misdrijf vluchtte de dader per fiets richting Lebbeke, waar hij omstreeks halftwaalf 's middags werd gearresteerd. De meeste kinderen werden veiligheidshalve naar zes verschillende ziekenhuizen overgebracht; de twaalf zwaargewonden kregen een spoedbehandeling. De drie doden van het voorval waren Leon Garcia-Mannaert (negen maanden), Corneel Vermeir (negen maanden) en Marita Blindeman, een 54-jarige verzorgster.
Zes kinderen tussen 1 en 3 jaar oud waren ernstig gewond. Een kind had minder ernstige verwondingen en negen anderen konden ongedeerd weggebracht worden.
Een week voor de feiten, met name op vrijdag 16 januari, werd Elza Van Raemdonck 's avonds in haar woning te Vrasene dood aangetroffen. Zij bleek door messteken omgebracht. De Gelder werd ook verdacht van deze moord maar hij ontkende, op maandag 26 januari, alle schuld. Op 2 maart 2009 bekende Kim uiteindelijk na een ondervraging van negen uur ook deze misdaad. Vijf psychiaters die hem in opdracht van Justitie onderzochten, kwamen unaniem tot de conclusie dat De Gelder niet ontoerekeningsvatbaar was ten tijde van zijn daad.

## Verdachte
Op een persconferentie gaf procureur des Konings Christian Du Four meer informatie over een verdachte in deze zaak: het was een twintigjarige Belg uit Sinaai, die op het moment van de aanval niet onder invloed van drugs of alcohol zou geweest zijn. De jongeling had geen gerechtelijk verleden. Op 24 januari, in de loop van de namiddag, maakte het parket bekend dat het een zekere Kim De Gelder was. De verdachte, die niet bekendstond als patiënt van een psychiatrische instelling, had tot dan toe vijf verschillende identiteiten opgegeven. Het moordwapen werd teruggevonden in de buurt van het kinderdagverblijf. Bovendien had de man op het ogenblik van zijn arrestatie een rugzak bij zich, waarin een mes, een kleine bijl en een neppistool zaten. Hij droeg ook een kogelvrij vest onder zijn gewone kledij. Er waren berichten dat de verdachte de steekpartij in het kinderdagverblijf onmiddellijk had bekend, maar dit werd later tegengesproken.

## Veroordeling
Zowat 4 jaar later, op 22 maart 2013, werd De Gelder door het hof van assisen te Gent veroordeeld tot een levenslange gevangenisstraf, nadat hij eerder diezelfde dag door de jury toerekeningsvatbaar en schuldig werd bevonden aan viervoudige moord en 25 pogingen daartoe.
In 2017 diende de directeur van de gevangenis van Oudenaarde – daarin gesteund door het Oost-Vlaamse parket waar De Gelder toen verbleef – alsnog een verzoek in om De Gelder te interneren. Volgens De Gelders advocaat Jaak Haentjens was zijn cliënt schizofreen en was zijn toestand sinds zijn veroordeling alleen maar achteruit gegaan. De Kamer voor de Bescherming van de Maatschappij (KBM), een onderdeel van de strafuitvoeringsrechtbank, beval daarop vier experts om De Gelders toestand opnieuw te onderzoeken. Deze kwamen tot de conclusie dat hij ontoerekeningsvatbaar was. In mei 2019 besloot de KBM bijgevolg om De Gelder te interneren. Hij werd overgebracht naar de gevangenis van Merksplas waar hij op de afdeling voor geïnterneerden terechtkwam. Na meer dan een jaar wachten werd De Gelder in januari 2022 overgeplaatst naar een Forensisch psychiatrisch centrum in Antwerpen. Mocht later blijken dat zijn geestestoestand voldoende gestabiliseerd is – of dat hij genezen is – kan de KBM bevelen dat hij terug naar de gevangenis moet om daar zijn straf verder uit te zitten.

## Reacties

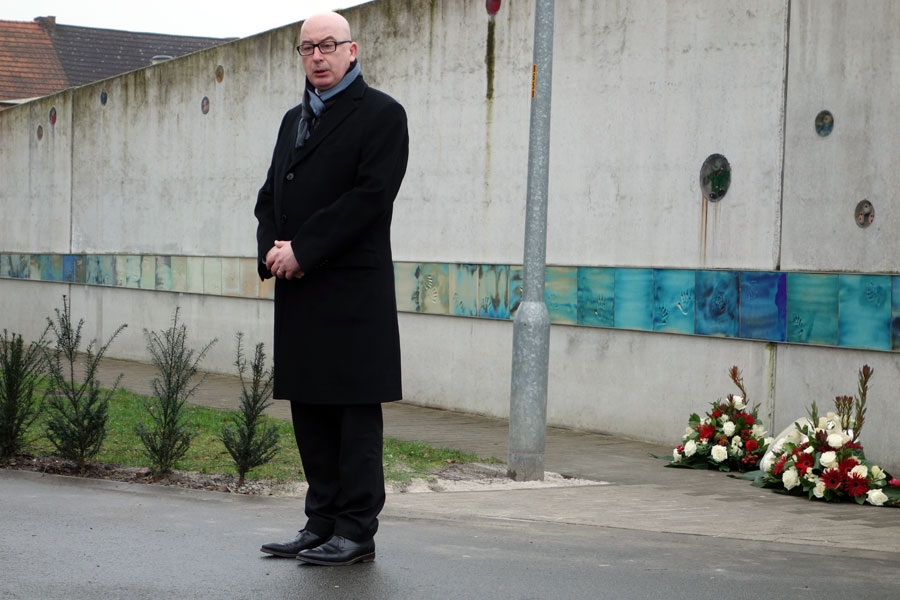
Herinneringsmoment, 5 jaar na de gebeurtenissen, met op de voorgrond Burgemeester Piet Buyse

- Piet Buyse, de burgemeester van Dendermonde, reageerde: "Er is een enorme solidariteit onder de inwoners van Dendermonde. Alle festiviteiten in de stad zijn afgelast en er komen ook spontane initiatieven van solidariteit met de slachtoffers. Bijvoorbeeld in het jeugdhuis worden geen feesten gegeven.(...) In de plaats daarvan houden de jongeren een tocht langs de kribbe om hun medeleven te tonen."[16]
- Er kwamen ook reacties van enkele televisiezenders, die omwille van de gebeurtenissen hun programmering aanpasten.
- Na de steekpartij werd, uit respect voor de overledenen, beslist om kinderdagverblijf Fabeltjesland alvast een week te sluiten. Later werd besloten het definitief te sluiten.[17]